# Češnjica
Češnjica – wieś w Słowenii, w gminie miejskiej Lublana. W 2018 roku liczyła 128 mieszkańców. 